# 佐藤弘樹 (ラグビー選手)
佐藤 弘樹（さとう こうき、1995年7月22日 - ）は、ジャパンラグビーリーグワン三菱重工相模原ダイナボアーズに所属するラグビー選手。

## プロフィール
- 青森県出身[1]。
- ポジションはフランカー(FL)。
- 身長 177 cm、体重 95 kg
- ニックネームはサニー。

## 略歴
2014年、青森北高校卒業後、札幌大学に入る。
2018年、札幌大学卒業後、清水建設ブルーシャークス(現・清水建設江東ブルーシャークス)に加入。
2021年、三菱重工相模原ダイナボアーズに加入。